# Émilien Gailleton
Émilien Gailleton (Londra, 13 luglio 2003) è un rugbista a 15 francese che milita nel Pau nel ruolo di tre quarti centro.

## Biografia
Nato nel sobborgo londinee di Croydon, Gailleton è figlio di padre francese e madre inglese, circostanza che ha favorito il suo bilinguismo perfetto, potendo esprimersi correntemente nelle lingue di entrambi i genitori.
Cresciuto in Francia a Cahors da quando aveva tre anni, si formò nel locale club per poi passare nel 2017 alle giovanili dell'Agen.
Grazie al suo bilinguismo, fu capitano della Francia U-20 nel 2022 contro i pari età della Scozia nel Sei Nazioni di categoria, per dialogare correntemente con arbitro e capitano avversario.
Gailleton debuttò da professionista a ottobre 2021 a 18 anni in un incontro di Pro D2 contro Vannes.
Nel club dei Pirenei si mise in luce in ottica nazionale maggiore e, alla fine della prima stagione in Top 14, nel 2023, emerse come miglior realizzatore stagionale di mete (14 in 24 incontri).
Già convocato, ma non schierato, nei test match di fine anno 2022 con la Francia, ha debuttato a livello internazionale nei warm up di preparazione alla Coppa del Mondo 2023 contro la Scozia, pur senza venire successivamente convocato per la competizione mondiale.